# Les Agnettes (metropolitana di Parigi)
Les Agnettes è una stazione della linea 13, e in futuro anche della 15, della metropolitana di Parigi.

## La stazione
Les Agnettes è una stazione di transito con due marciapiedi. Il suo nome è mutuato dalla località in cui è situata, ai margini dei comuni di Asnières-sur-Seine e Gennevilliers.

## Galleria d'immagini

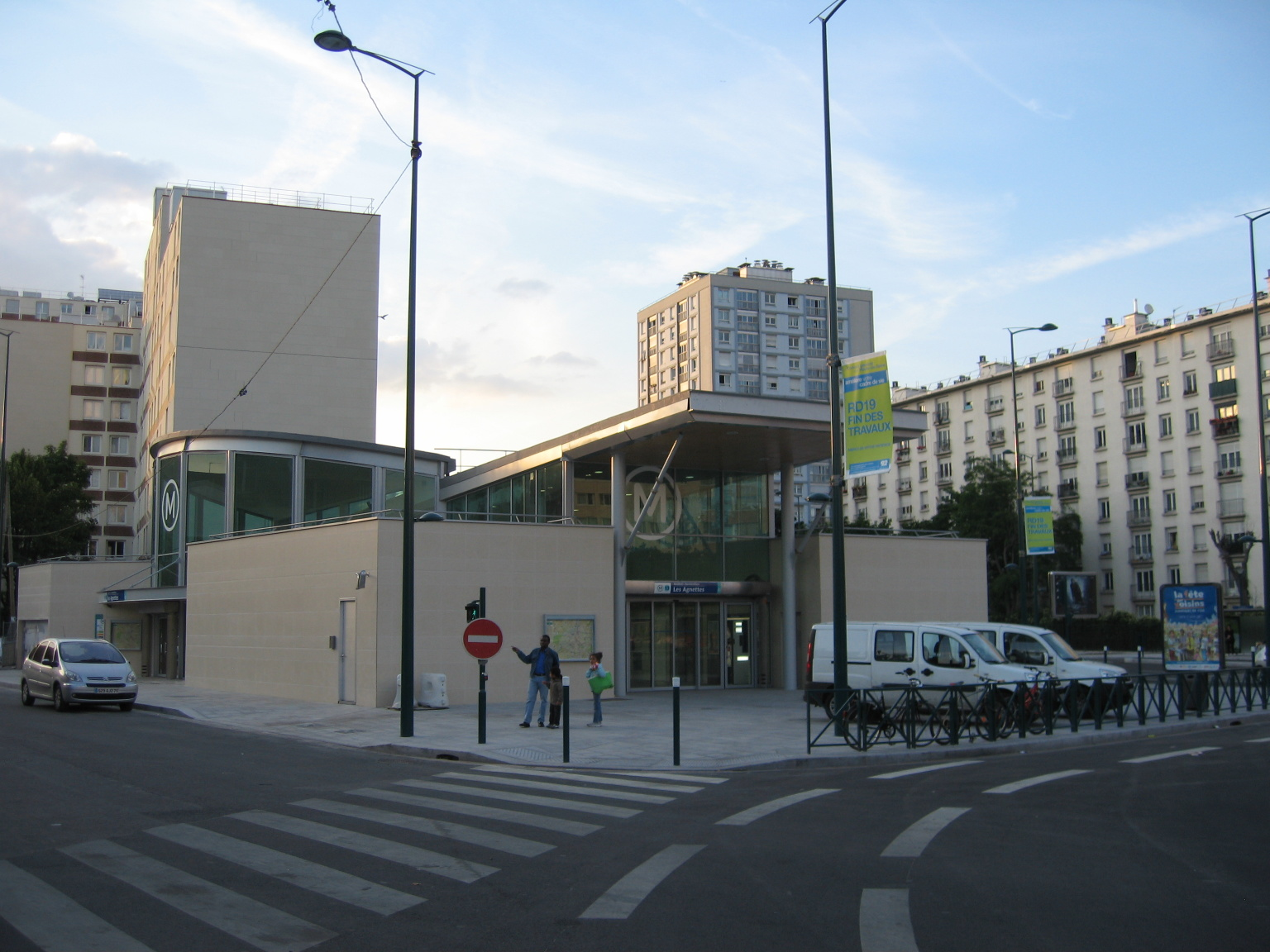
L'esterno della stazione
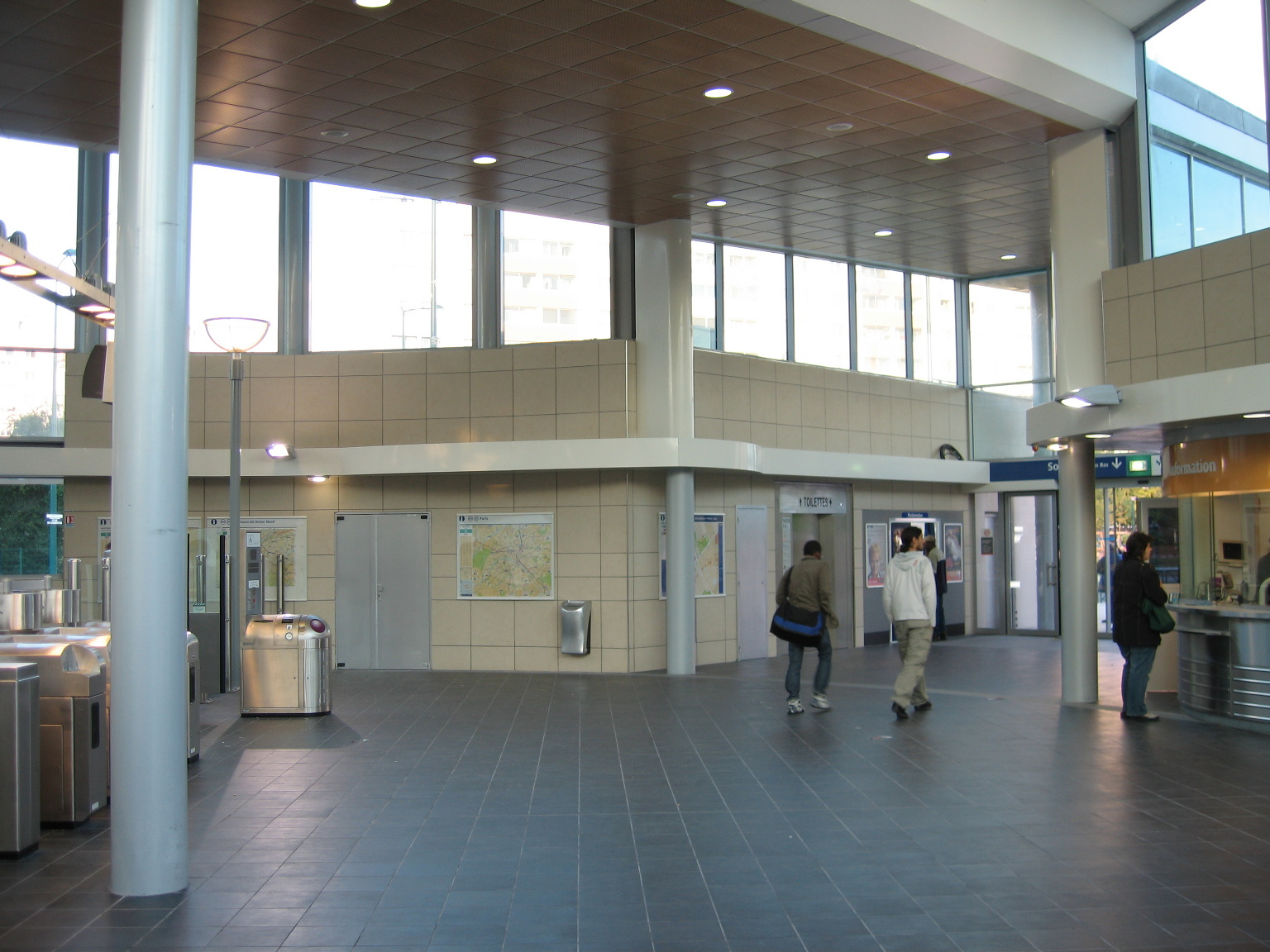
L'interno
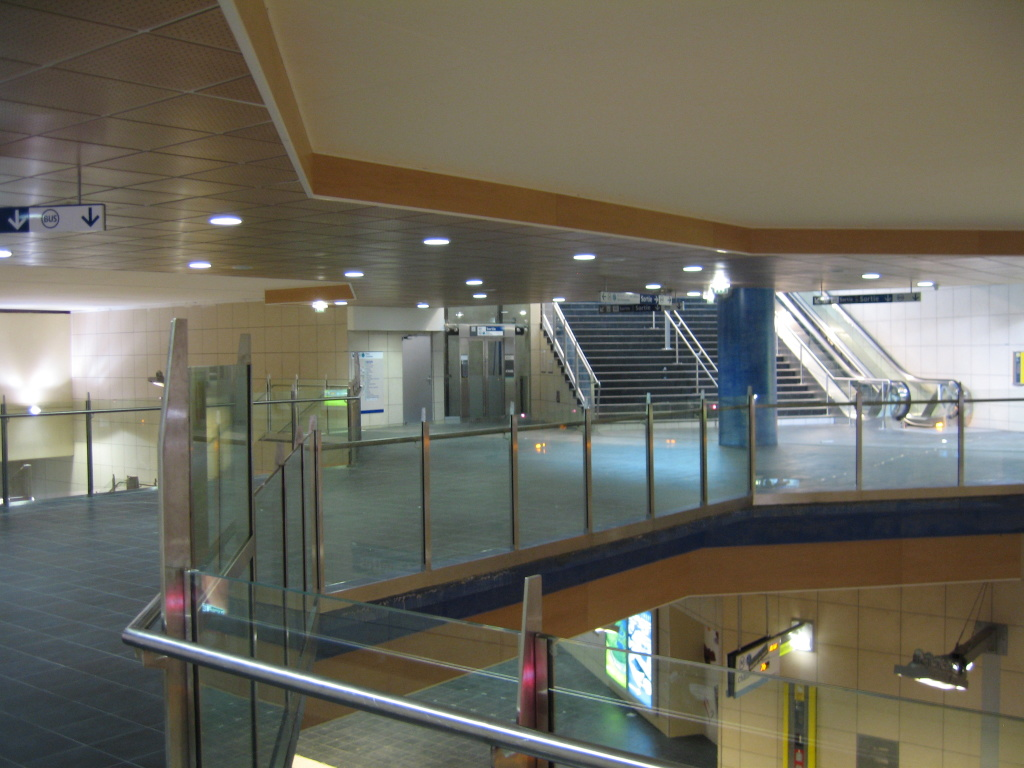
Il piano intermedio